# Hôtel de ville de Brienne-le-Château
L'hôtel de ville de Brienne-le-Château est un édifice situé à Brienne-le-Château, en France.

## Localisation
L'édifice est situé sur la commune de Brienne-le-Château, dans le département français de l'Aube.

## Historique
L'édifice est inscrit au titre des monuments historiques en 1995.